# گورنگی گایتان
گورنگی گایتان (به صربی: Gornji Gajtan) یک منطقهٔ مسکونی در صربستان است که در مدوجا واقع شده‌است. گورنگی گایتان ۸۷ نفر جمعیت دارد.